# Пакалюк Тетяна Іванівна
Пакалюк Тетяна Іванівна (19 березня 1970, м. Вінниця) — українська дитяча письменниця.

## Життєвий шлях
Народилася 19 березня 1970 в місті Вінниця, але ще в дошкільному віці разом з батьками переїхала до міста Носівка, що на Чернігівщині. Саме там пройшли її дитячі роки.
В 1985 році на «відмінно» закінчила Носівську 8-річну школу № 7 і вступила до Прилуцького педагогічного училища імені Івана Франка, яке закінчила з відзнакою 1989 року. В цьому ж році стала студенткою хіміко-біологічного факультету Чернігівського педагогічного інституту імені Тараса Шевченка.
По закінченні влаштувалася вчителем хімії в Чернігівській ЗОШ № 32, де пропрацювала на педагогічній ниві з 1994 по 2005 рік. Захопилася віршуванням ще в молодші шкільні роки, з 16-річного віку записувала вірші до особистого щоденника. В студентські роки спробувала себе у прозі.
Друкуватися не намагалася, бо вважала свою творчість справою особистою, не для широкого загалу.

## Літературна творчість
Цілеспрямовано писати для дітей розпочала з 2005 року, а вже 2006 побачила світ перша її книга «Як бобер і їжаки мандрували вздовж ріки», видана за підтримки друзів та рідних. В цьому ж році вийшла наступна віршована казка «Що посієш — те й пожнеш». Книжки мали успіх, що дало мені можливість видати в 2007 році «Хлібного зайчика», «Нові пригоди моряків в безкрайніх просторах морів», «Місто зіпсованих іграшок» та «Підслухану розмову».
Наступні книжки не забарилися, адже на той час письменниця вже мала безцінний досвід, свою творчу групу (художники, редактор, комп'ютерний дизайнер) та широке коло постійних читачів (дошкільнят і школярів). В 2008 році народилися «Пригоди Боровика і Печериці», «Від узбережжя океану мандрівка в джунглі і савану», «Навіщо нам оті батьки», «В'язні королівства лоботрясів», «Помста», а в 2009 році «Гаманець», «Комп'ютерне лихо», «Як Федько Ломака учителював».
За поліграфічними послугами довелося звертатися до різних видавництв та друкарень в Чернігові та Харкові, але останні з її творів: «Радо зустріча діток наш веселий дитсадок», «Про вперту Анюту і смачну отруту», «Оце відпочили», «Не хочу читати» в 2010 році та «Яка та старість», «Врятувати людину» та «Розмова про мову» у 2011 році віддруковані в «Домінанті» (м. Мена Чернігівської області).

## Нагороди та конкурси
Книги «Про вперту Анюту і смачну отруту» і «Радо зустріча діток наш веселий дитсадок» в травні 2010 року були відзначені другим місцем на десятому ювілейному обласному конкурсі «Краща книга року» в номінації «Література для дітей та юнацтва», а в 2011 році на цьому ж конкурсі книга «Не хочу читати» відзначена першим місцем і премією.
У вересні 2010 року разом з мережею дитячих бібліотек Чернігівської області, за підтримки колег-письменників, започаткувала конкурс юних літературних талантів «Хай весь світ дивують нині діти неньки України». Мета конкурсу — виявити юні таланти в царині літератури та образотворчого мистецтва, дати їм можливість розвивати свій творчий дар, видавати кращі віршовані та прозові дитячі твори, залучити до ілюстрування юних художників-ілюстраторів. Цей конкурс продовжує свою роботу далі.